# 洛维恩县
洛维恩县，一译罗威艳县，是柬埔寨干丹省下辖的一个县。
洛维恩曾于1603年至1620年期间是柬埔寨的首都，后来迁都到了乌栋。在越南阮朝史料中，洛维恩被称为卢淹、炉圆、闾安。